# Bezirk Zaleszczyk
Bezirk Zaleszczyk – dawny powiat (Bezirk) kraju koronnego Królestwo Galicji i Lodomerii, funkcjonujący w latach 1854–1867. Siedzibą starostwa było miasto Zaleszczyk (obecnie Zaleszczyki).

## Historia
Bezirk Zaleszczyk utworzono w ramach reformy uwłaszczeniowej z okresu Wiosny Ludów (1848–1849), która likwidowała jurysdykcję właściciela ziemskiego nad poddanymi. W Galicji, dominium – jako podstawowa jednostka administracyjna i filar systemu feudalnego straciło rację bytu. Konieczne stało się zatem wprowadzenie nowego systemu administracyjnego, którego zręby powstały w latach 1851–1855. Nowy trójstopniowy podział administracyjny objął 21 cyrkułów (niem. Kreise), 179 małych powiatów (niem. Bezirke) i ponad 6000 gmin (niem. Gemeinde).
Bezirk Zaleszczyk objął obszar o wielkości 5,2 mil², zamieszkany przez 24.568 ludzi i podzielony na 28 gmin katastralnych, w tym jedno miasto (Zaleszczyk) i dwa miasteczka (Gródek i Korolówka). Wszedł w skład cyrkułu czortkowskiego, jako jeden z jego dziewięciu powiatów. Od południa, poprzez Dniestr, graniczył z Księstwem Bukowiny, stanowiącym kraj koronny Cesarstwa Austrii.
Po nadaniu Galicji autonomii oraz powołaniu samorządu gminnego i powiatowego w 1865 zlikwidowano cyrkuły (Kreise). Dotychczasowe małe powiaty (Bezirke) w liczbie 179, utrzymały się do 1867 roku, kiedy to w następstwie kolejnej reformy administracyjnej (23 stycznia 1867) zostały zastąpione przez 74 większe powiaty. Obszar zniesionego Bezirk Zaleszczyk wszedł wtedy w całości w skład nowego powiatu zaleszczyckiego. 1 sierpnia 1878 sześć gmin przeniesiono do powiatu borszczowskiego.

## Podział administracyjny (1854)
| Lp. | Gmina jednostkowa             | Powierzchnia | Ludność | Powiat w 1867 po zniesieniu |
| --- | ----------------------------- | ------------ | ------- | --------------------------- |
| 1   | Zaleszczyk (M)                | 47           | 2695    | zaleszczycki                |
| 2   | Zaleszczyki Stare z Filipczem | 1153         | 645     | zaleszczycki                |
| 3   | Dobrowlany                    | 1924         | 1017    | zaleszczycki                |
| 4   | Bedrykowce                    | 3364         | 946     | zaleszczycki                |
| 5   | Żyrawka                       | 3364         | 226     | zaleszczycki                |
| 6   | Żeżawa                        | 1623         | 606     | zaleszczycki                |
| 7   | Pieczarna                     | 584          | 355     | zaleszczycki                |
| 8   | Dźwiniacz                     | 2690         | 1075    | zaleszczycki                |
| 9   | Dupliska                      | 1890         | 728     | zaleszczycki                |
| 10  | Lesieczniki                   | 1711         | 657     | zaleszczycki                |
| 11  | Holihrady                     | 1085         | 493     | zaleszczycki                |
| 12  | Kasperowce                    | 2104         | 1055    | zaleszczycki                |
| 13  | Gródek (m)                    | 1942         | 808     | zaleszczycki                |
| 14  | Kułakowce                     | 1681         | 427     | zaleszczycki                |
| 15  | Duninów                       | 1681         | 274     | zaleszczycki                |
| 16  | Kościelniki                   | 626          | 324     | zaleszczycki                |
| 17  | Szczytowce                    | 1811         | 816     | zaleszczycki                |
| 18  | Zazulińce                     | 1785         | 673     | zaleszczycki                |
| 19  | Sińków                        | 3203         | 1316    | zaleszczycki                |
| 20  | Kołodróbka                    | 3247         | 1222    | zaleszczycki                |
| 21  | Szuparka                      | 3245         | 1265    | zaleszczycki                |
| 22  | Szyszkowce                    | 1127         | 343     | zaleszczycki                |
| 23  | Nowosiółka Kostiukowa         | 4005         | 1516    | zaleszczycki                |
| 24  | Chudyjowce                    | 1126         | 516     | zaleszczycki                |
| 25  | Korolówka (m)                 | 3049         | 1932    | zaleszczycki                |
| 26  | Juriampol                     | 1055         | 604     | zaleszczycki                |
| 27  | Skowiatyn                     | 2052         | 803     | zaleszczycki                |
| 28  | Winiatyńce                    | 2772         | 1231    | zaleszczycki                |

Objaśnienie:
(M) = miasto; (m) = miasteczko